# La Motte-d'Aigues
La Motte-d'Aigues é uma comuna francesa na região administrativa da Provença-Alpes-Costa Azul, no departamento de Vaucluse. Estende-se por uma área de 14,63 km². Em 2010 a comuna tinha 1 400 habitantes (densidade: 95,7 hab./km²).